# Rúben Neves
Rúben Diogo da Silva Neves (wym. [ˌʁu.bɨn.ˈnɛ.vɨʃ], ur. 13 marca 1997 w Santa Maria da Feira) – portugalski piłkarz, występujący na pozycji pomocnika w saudyjskim klubie Al-Hilal oraz w reprezentacji Portugalii.

## Statystyki kariery
(aktualne na koniec sezonu 2022/23)
| Klub                    | Sezon              | Liga               | Liga  | Liga   | Puchar kraju | Puchar kraju | Puchar ligi | Puchar ligi | Europa | Europa | Suma  | Suma   |
| Klub                    | Sezon              | Liga               | Mecze | Bramki | Mecze        | Bramki       | Mecze       | Bramki      | Mecze  | Bramki | Mecze | Bramki |
| ----------------------- | ------------------ | ------------------ | ----- | ------ | ------------ | ------------ | ----------- | ----------- | ------ | ------ | ----- | ------ |
| FC Porto                | 2014/15            | Primeira Liga      | 24    | 1      | 1            | 0            | 3           | 0           | 9      | 0      | 37    | 1      |
| FC Porto                | 2015/16            | Primeira Liga      | 21    | 1      | 6            | 1            | 2           | 0           | 8      | 0      | 37    | 3      |
| FC Porto                | 2016/17            | Primeira Liga      | 13    | 1      | 0            | 0            | 2           | 0           | 3      | 0      | 18    | 1      |
| Wolverhampton Wanderers | 2017/18            | Championship       | 42    | 6      | 0            | 0            | 0           | 0           | 0      | 0      | 42    | 6      |
| Wolverhampton Wanderers | 2018/19            | Premier League     | 35    | 4      | 5            | 1            | 0           | 0           | 0      | 0      | 40    | 5      |
| Wolverhampton Wanderers | 2019/20            | Premier League     | 38    | 2      | 2            | 0            | 1           | 0           | 13     | 2      | 54    | 4      |
| Wolverhampton Wanderers | 2020/21            | Premier League     | 36    | 5      | 3            | 0            | 1           | 0           | 0      | 0      | 40    | 5      |
| Wolverhampton Wanderers | 2021/22            | Premier League     | 33    | 4      | 2            | 0            | 1           | 0           | 0      | 0      | 36    | 4      |
| Wolverhampton Wanderers | 2022/23            | Premier League     | 35    | 6      | 2            | 0            | 4           | 0           | 0      | 0      | 41    | 6      |
| Ogólnie w karierze      | Ogólnie w karierze | Ogólnie w karierze | 273   | 23     | 21           | 2            | 14          | 0           | 31     | 2      | 339   | 27     |

## Osiągnięcia
Portugalia
- Liga Narodów UEFA: 2018/19, 2024/2025